# ارنست ادوارد کومر
ارنست ادوارد کومر (۲۹ ژانویه ۱۸۱۰ – ۱۴ مه ۱۸۹۳) ریاضیدانی آلمانی بود. او در شاخه‌های مختلف ریاضی مانند ریاضی کاربردی، نظریه اعداد و جبر مجرد کار کرده‌است. از جمله کارهای کومر، می‌توان به اثبات قضیه آخر فرما برای رده قابل‌توجهی از توان‌های اول اشاره کرد.